# Mantua, Utah
Mantua är en kommun (town) i Box Elder County i Utah. Mormonledaren Lorenzo Snow valde ortnamnet efter sin födelseplats Mantua Township i Portage County i Ohio. Vid 2020 års folkräkning hade Mantua 1090 invånare.